# Logisticus
Logisticus is een geslacht van kevers uit de familie van de boktorren (Cerambycidae). De wetenschappelijke naam van het geslacht werd in 1878 gepubliceerd door Charles Owen Waterhouse.

## Soorten
- Logisticus angustatus Waterhouse, 1880
- Logisticus bicolor Vives, 2004
- Logisticus castaneus Villiers, Quentin & Vives, 2011
- Logisticus fuscopunctatus Fairmaire, 1903
- Logisticus iners Fairmaire, 1903
- Logisticus inexpunctatus (Fairmaire, 1903)
- Logisticus modestus Waterhouse, 1882
- Logisticus obscurus Waterhouse, 1880
- Logisticus obtusipennis Fairmaire, 1901
- Logisticus platypodus Villiers, Quentin & Vives, 2011
- Logisticus proboscideus Fairmaire, 1902
- Logisticus quentini Vives, 2004
- Logisticus rostratus Waterhouse, 1878
- Logisticus simplex Waterhouse, 1880
- Logisticus spinipennis Fairmaire, 1893
- Logisticus ungulatus Villiers, Quentin & Vives, 2011
- Logisticus unidentatus Villiers, Quentin & Vives, 2011
- Logisticus villiersi Vives, 2004